# 特隆剧院
特隆剧院（Tron Theatre）位于苏格兰格拉斯哥的商人城地区，特隆门街和Chisholm街的拐角处，

## 历史
特隆剧院最早是1978年成立的格拉斯哥剧院俱乐部。1980年，俱乐部接管了废弃的特隆教堂，它建于1795年，由詹姆斯·亚当设计。 剧院于1981年5月10日开张。

## 艺术遗产
在迈克尔·博伊德导演的艺术领导下（1986年至1996年），许多艺术家，包括艾伦·卡明、Peter Mullan、克雷格·费格斯和Siobhan Redmond，以及音乐家克雷格·阿姆斯特朗（巴茲·雷曼的罗密欧与朱丽叶和红磨坊）都在特隆剧院演出。